# Zapalnik niekontaktowy
Zapalnik niekontaktowy - jest to zapalnik stosowany w rakietach, minach, torpedach, bombach, amunicji artyleryjskiej itp. przeznaczony do wywoływania detonacji materiału wybuchowego, działający pod wpływem bodźców fizycznych (światło, temperatura, dźwięk, ciśnienie, pole magnetyczne itp.).
Wyróżniamy tutaj zapalniki parametryczne, zdalnie inicjowane i zbliżeniowe.